# العلاقات الإندونيسية البالاوية
العلاقات الإندونيسية البالاوية هي العلاقات الثنائية التي تجمع بين إندونيسيا وبالاو.

## مقارنة بين البلدين
هذه مقارنة عامة ومرجعية للدولتين:
| وجه المقارنة                                              | إندونيسيا         | بالاو                         |
| --------------------------------------------------------- | ----------------- | ----------------------------- |
| المساحة (كم2)                                             | 1.90 مليون        | 465                           |
| عدد السكان (نسمة)                                         | 263.99 مليون      | 21.73 ألف                     |
| الكثافة السكانية (ن./كم²)                                 | 138.94            | 4.67 ألف                      |
| العاصمة                                                   | جاكرتا            | نغيرولمود، كورور              |
| اللغة الرسمية                                             | اللغة الإندونيسية | لغة إنجليزية، اللغة البالاوية |
| العملة                                                    | روبية إندونيسية   | دولار أمريكي                  |
| الناتج المحلي الإجمالي (بليون دولار)                      | 1.02 تريليون      | 291.54 مليون                  |
| الناتج المحلي الإجمالي (تعادل القوة الشرائية) بليون دولار | 2.85 تريليون      | 326.12 مليون                  |
| الناتج المحلي الإجمالي الاسمي للفرد دولار أمريكي          | 3.35 ألف          | 13.50 ألف                     |
| الناتج المحلي الإجمالي للفرد دولار أمريكي                 | 10.52 ألف         | 14.76 ألف                     |
| مؤشر التنمية البشرية                                      | 0.684             | 0.780                         |
| رمز المكالمات الدولي                                      | +62               | +680                          |
| رمز الإنترنت                                              | .id               | .pw                           |
| المنطقة الزمنية                                           |                   | ت ع م+09:00                   |

## منظمات دولية مشتركة
يشترك البلدان في عضوية مجموعة من المنظمات الدولية، منها:
| علم المنظمة | اسم المنظمة                        | تاريخ انضمام إندونيسيا | تاريخ انضمام بالاو |
| ----------- | ---------------------------------- | ---------------------- | ------------------ |
|             | مؤسسة التنمية الدولية              | 20 أغسطس 1968          | 16 ديسمبر 1997     |
|             | الأمم المتحدة                      | 28 سبتمبر 1950         | 15 ديسمبر 1994     |
|             | البنك الدولي للإنشاء والتعمير      | 13 أبريل 1967          | 16 ديسمبر 1997     |
|             | بنك التنمية الآسيوي                | 1966                   | 2003               |
|             | منظمة حظر الأسلحة الكيميائية       | ?                      | ?                  |
|             | مؤسسة التمويل الدولية              | 23 أبريل 1968          | 16 ديسمبر 1997     |
|             | وكالة ضمان الاستثمار متعدد الأطراف | 12 أبريل 1988          | 16 ديسمبر 1997     |
|             | يونسكو                             | 27 مايو 1950           | 20 سبتمبر 1999     |

## وصلات خارجية
- موقع وزارة الخارجية الإندونيسية